# 方苞
方 苞（ほう ほう / ほう ぼう / 拼音: Fāng Bāo、1668年 - 1749年）は、中国清代の儒学者・文人・政治家。桐城派の創始者。字は鳳九、号は霊皋、晩年には望渓と号する。

## 生涯
本貫は安徽省安慶府桐城県（現在の安徽省銅陵市樅陽県）。出生地は江寧府六合県留稼村。幼い頃から聡明で兄の方舟とともに群書を考究し、古文辞に詳しかったために会試副考官だった李光地に認められ、さらに万斯同の忠告を受けて経学に専心し、篤行を以て知られた。康熙38年（1699年）に挙人となり、康熙45年（1706年）に進士に及第。殿試に臨もうとした時に母の病のために帰郷した。康熙50年（1711年）、戴名世の文字の獄に連座して投獄されたが、獄中にあっても学業をやめず、『礼記析疑』『喪礼或問』の著作を完成させた。2年後に出獄し旗籍に入れられる（満州人の奴隷となる）が康熙帝は方苞の名声を知っており、李光地も推薦したので南書房（紫禁城内の学問研究所）に採用し、まもなく蒙養院（科挙候補生の学校）に移した。皇帝がつくった楽律暦算の著作を編修校訂し、康熙61年（1722年）に武英殿修書総裁となる。雍正帝が即位すると大赦にあって旗籍から解除され、雍正2年（1724年）に許可を求めて母を故郷に葬り、翌年に北京に戻る。雍正11年（1733年）には内閣大学士となりついで庶吉士の教習を命じられ、『大清一統志』『皇清文穎』『三礼儀疏』の副総裁を歴任した。乾隆元年（1736年）には南書房に戻り、翌年には礼部右侍郎に抜擢された。
このように清朝三代に仕えて信任を得、上疏して用いられることが多く、担当は救荒・理財・農桑・治水・人材登用など多方面にわたり、士大夫たちの教育にも努めた。しかし、河道総督の高斌と争って弾劾されて、減俸の上、帰郷させられる。引退後は宗祠を建て祭礼を定め祭田を設けるなどもっぱら風教を復興する活動に従事した。その学問は朱子学を主とし、その文は唐宋の古文を規範とし、後の桐城派を形成する。門下には、劉大櫆・姚鼐がいる。

## 親族
- 方仲舒 - 父。明の遺臣と交流した[1]。
- 方舟 - 兄。八股文の名手[1]。龔自珍に影響を与えた[1]。
- 方林 - 弟。
- 方以智 - 同族[2]。
- 方東美（中国語版） - 同族。新儒家。

## 著作
- 『周官弁』12巻
- 『周官集注』12巻
- 『周官析疑』36巻
- 『春秋通論』4巻
- 『春秋直解』12巻
- 『礼記析疑』46巻
- 『儀礼析疑』17巻
- 『喪礼或問』1巻
- 『左伝義法挙要』1巻
- 『史記注捕正』1巻
- 『離騒正義』1巻
- 『春秋比事目録』4巻
- 『望渓集』